# Ciénaga de Oro (kommun)
Ciénaga de Oro är en kommun i Colombia.   Den ligger i departementet Córdoba, i den norra delen av landet, 500 km norr om huvudstaden Bogotá. Antalet invånare är 53 145. Ciénaga de Oro ligger vid sjön Ciénaga Los Sabálos.